# Utskriftspolicy
Utskriftspolicy är en nätverksteknisk term för att med hjälp av interna regler styra hur dokument skrivs ut och vem som får tillgång till exempelvis färgutskrifter. Detta för att aktivt minska papperssvinn och aktivt arbeta med miljöfrågor.